# کدبند

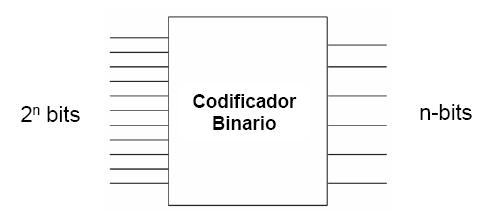
کدبند

کدبند یا کدگذار دستگاه، مدار، مبدل، نرم‌افزار، الگوریتم یا شخصی است که اطلاعات از یک فرمت به فرمت دیگری به منظور از استانداردسازی، صرفه جویی در فضا و کوچک شدن اندازه، سرعت انتقال، محرمانه بودن و امنیت تبدیل می‌کند. دستورالعمل تبدیل اطلاعات از یک فرمت به فرمتی دیگر از کد مورد استفاده اخذ می‌شود.